# Vikas Swarup
Vikas Swarup (en hindi: विकास  स्वरूप) (Allahabad , 1963) es un novelista y diplomático indio que ha trabajado en Turquía, Estados Unidos, Etiopía y el Reino Unido. Es conocido por el ser el autor de ¿Quiere ser millonario?, la novela que sirvió de base para el guion de la película Slumdog Millionaire, ganadora, entre otros, del Óscar a la mejor película en 2008.

## Biografía
Swarup nació en el seno de una familia de abogados y estudió en el Boys' High School & College de su ciudad natal, continuando su formación en la Universidad de Allahabad con estudios de psicología, Historia y filosofía.
Se incorporó al Indian Foreign Service en 1986.
Vikas Swarup vive desde agosto de 2006 en Pretoria, Sudáfrica, como Alto Comisario de India para los asuntos de Sudáfrica. Está casado y tiene dos hijos.

## Carrera como novelista
Su primera novela, Q and A, cuenta la historia de un camarero procedente de uno de los más pobres suburbios de Bombay que gana el mayor premio de un concurso televisivo de la historia. La novela fue muy bien recibida por crítica y público, siendo traducida a 40 idiomas. Fue nominada al Commonwealth Writers' Prize y ganó el premio Exclusive Books Boeke Prize en 2006, así como el Prix Grand Public en la Feria del libro de París de 2007.
La novela fue adaptada como serial radiofónico por la BBC y sirvió como base para el guion de la película de Danny Boyle Slumdog Millionarie, escrito por Simon Beaufoy, ganadora de ocho Premios Óscar, incluyendo el Óscar al mejor guion adaptado.
La segunda novela de Vikas Swarup, Six Suspects, fue publicada el 28 de julio de 2008. Uno de sus relatos cortos, A Great Event, fue recopilado en una antología de historias acerca de la infancia publicada para Save the Children.
Swarup ha participado en numerosos eventos literarios, como el Festival Literario de Oxford, la Feria Internacional del libro de Turín y la Conferencia de escritores de Auckland.

### Short stories
- A Great Event - publicada en The Children’s Hours: Stories of Childhood.